# Outlook.com
A Hotmail (hivatalosan Microsoft Hotmail, korábban Windows Live Hotmail és MSN Hotmail) ingyenes web-alapú e-mail szolgáltatás, a Windows Live részeként. Az egyik elsőként induló web-alapú e-mail szolgáltatás, Sabeer Bhatia és Jack Smith alapította "HoTMaiL" néven 1996 júliusában. Ajax-ban készítik. Hotmail legfontosabb funkciói a korlátlan tárhely, és a Microsoft azonnali üzenetküldőjének (Windows Live Messenger) integrációja, a naptár (Hotmail naptár), tárhelyszolgáltatás (SkyDrive) és névjegyek platform. A comScore szerint (2010 augusztusában) a Hotmail a világ legnagyobb web alapú e-mail-szolgáltatása 364 millió taggal, a Gmail és a Yahoo! Mail előtt. 36 különböző nyelven érhető el.
A Hotmailt Mountain Viewben, (Kalifornia, USA) fejlesztik. Amíg a Hotmail Corporation független vállalat volt, a székhelye Sunnyvale volt.
2012. július 31-én a Microsoft bejelentette az Outlook.com próbaverzióját, egy új szolgáltatásét, amely végül átveszi a Hotmail helyét.

## Szolgáltatások
Más jelentős webmail szolgáltatáshoz hasonlóan a Hotmail is használja az Ajax programozási technikákat (Asynchronous JavaScript and XML); az Internet Explorer, Firefox, Safari és a Google Chrome újabb verzióit támogatja. Egyes szolgáltatásai a vezérlő billentyűk, melyekkel körül lehet a lapot járni egérhasználata nélkül, a keresés, beleértve a felhasználó üzenetek lekérdezését szintaxissal pl.: "from: ebay", a szűrők, mappa alapú szerkezet és kategóriák, az üzenetek automatikus befejezése, a rich text formázás, a rich text formátumú aláírások, a spam-szűrő, és a vírus kereső, támogatja a több címet és a különböző nyelvi változatokat is.
Összehasonlítva más webmail szolgáltatásokkal a Hotmail a következő egyedülálló szolgáltatásokat kínálja:

### Aktív nézet
A Hotmail aktív nézet lehetővé teszi a felhasználók számára, hogy közvetlenül a tartalom és a funkciók az e-mail üzenetben jelenjenek meg. Például bármely fénykép melléklet előnézetét az aktív nézet segítségével meg lehet tekinteni. A Hotmail emellett lehetőséget teremt a partner platformoknak (YouTube, Flickr, LinkedIn, és United States Postal Service), hogy a tartalom és a funkciók, a különböző webhelyek és szolgáltatások megtekinthetők legyenek az e-mail üzenetben. Például a felhasználó megtekinthet egy YouTube videót a Hotmailen belül, ha a felhasználó kap egy e-mailt, amely egy hivatkozást tartalmaz a videóról. Más funkciók is az aktív nézet közé tartoznak, például az Egyesült Államok postai szolgálatának valós idejű szállítás állapotáról és nyomon követése is elérhető funkció, valamint közösségi hálózati műveleteket hajthatunk végre velük LinkedInen közvetlenül az e-mail üzeneten belül. Az Outlook.com-ban ez a kör még tovább bővül, ott még Skype hívás is belekerül a listába.

### Office Web Apps-integráció
Hotmail integrálja az Office Web Apps-t, így a Microsoft Office Word, Excel és PowerPoint dokumentumok e-mail üzenethez csatoltását, online megtekintését és szerkesztését is lehetővé teszi. A felhasználók közvetlenül a böngészőben meg tudják nyitni Office-dokumentumaikat, és menteni tudják azokat a Windows Live SkyDrive-ra. Így a felhasználók végre hajthatnak az Office-dokumentumokon módosításokat, majd válaszolni tudnak a feladónak közvetlenül a dokumentum szerkesztett verziójával. Ezen túlmenően a felhasználók is küldhet legfeljebb 25 illetve 7 GB nagyságban Office- dokumentumot (vagy bármilyen fájlt, 2 GB méretűek lehetnek egyenként maximum).) A Hotmail feltölti ezeket a dokumentumokat a Windows Live SkyDrive-ra, és ezeket a dokumentumokat lehet megosztani más felhasználókkal megtekintésre vagy együttműködésre.

### Témakörök szerinti csoportosítás
Hotmail képes automatikus csoportosításra a küldött és fogadott e-mailek közt, amelyek ugyanabban a témában készültek több ember részvételével, így lehetővé teszi a felhasználók számára, hogy gyorsan tallózzanak ugyanazon beszélgetés fonalán belül az e-mail-ek közt. Ezt a funkciót ki is lehet kapcsolni, felhasználótól függően.

### Takarítás
Hotmail kínál egy "virtuális seprűt", amely lehetővé teszik a felhasználók számára, hogy töröljék vagy áthelyezzenek nagy mennyiségű e-mailt a küldő adatai (vagy más szabály) alapján, megadott mappákba. Ha egy "nagytakarítás" történik, a felhasználó választhatja a konfigurálását a Hotmail-ben, így a Hotmail végrehajtja ugyanazt a mozgási vagy törlési műveletet a jövőbeli e-mail-eken is. A felhasználók is hozhatnak létre az egyéni szabályokat, a feladó és a címzett adatai, a tárgy vagy az e-mail melléklete alapján. A karbantartást ütemezni is lehet, így automatizálni lehet a fiók rendbentartását.

### Gyorsnézetek és egy kattintásos szűrők
Gyorsnézetek lehetővé teszik a felhasználók számára, hogy kiszűrjék minden e-mailjüket (az összes mappában) amelyek dokumentum vagy fénykép mellékletesek, megjelölt üzenetek vagy a frissítések. Az egy kattintásos szűrők lehetővé teszik a felhasználók számára a Beérkezett üzenetekben (vagy más mappákban), hogy megkeressék a Windows Live Contacts listában, csoportos levelezési listákon vagy a Windows Live csoportokban részt vevő személyek üzeneteit vagy közösségi hálózat címéről érkezett üzeneteket. A kategóriák a Gyorsnézetek alatt jelennek meg.

### Aliasok
A felhasználó Hotmail aliast hozhat létre saját Microsoft-fiókkal. Alias létrehozása után a felhasználók választhatnak, hogy az adott e-mail címre küldött levelek egy adott mappába, vagy a Beérkezett üzenetek mappába kerüljenek. A felhasználók úgy küldhetnek e-maileket az aliasról, mint egy másik e-mail-címről. Legfeljebb 5 alias hozható létre évente, és összesen 15 lehet. Az aliasok teljesen különbözőek a felhasználó eredeti címétől, és bármikor lehet eltávolítani/létrehozni őket. Az aliasok nem tényleges Microsoft-fiók azonosítók, így nem lehet velük bejelentkezni, vagy bármilyen más szolgáltatást igénybe venni.

### Kategóriák
A kategóriák lehetővé teszik a felhasználók számára az üzenetek vagy küldők felcímkézését egy adott csoportba, ezek a kategóriák szintén a "Gyorsnézetek" alatt fognak megjelenni az oldalsávon. Alapértelmezés szerint létrejönnek bizonyos kategóriák (pl. fényképek, office-dokumentumok, hírlevelek). A felhasználók is létre hozhatnak kategóriákat. Egy levél több kategóriába is tartozhat.

### Azonnali műveletek
Az azonnali műveletek egy olyan szolgáltatás, aminek segítségével nem kell megnyitni a levelet bizonyos műveletek végrehajtásához. A gombok akkor jelennek meg, amikor a felhasználó az egérrel rámutat egy üzenetre. Azonnali intézkedések például a törlés, az áthelyezés, a megjelölés olvasottként, a húzást és a lobogó szerinti rendezés. Ez a szolgáltatás testre szabható és sok egyéb opció választható még.

### Regisztráció
Regisztráláskor a @hotmail.com, @msn.com, @windowslive.com, (@outlook.com) illetve Magyarországon @hotmail.hu elé választott felhasználónév és a jelszó Microsoft-fiók azonosító is egyben, azaz lehet több helyen is használni (például SkyDrive, Xbox Live, Zune bejelentkezéshez) Természetesen be lehet regisztrálni már meglévő e-mail-címmel is. A létrehozott profil automatikusan Microsoft-fiók profil is lesz a Címlistával együtt, így folyamatosan friss marad minden Microsoft-fiók szolgáltatásban.

### Egyszer használható kód
Az egyszer használható kód egy kód, amit a jelszó helyett lehet használni bejelentkezéshez. Ezt akkor tanácsos tenni, ha nyilvános helyen történik a beléptetés, emiatt a jelszó biztonsága veszélyben lenne. Ilyenkor belépéskorkor jelezni kell a szándékot az ilyen bejelentkezésre, majd a Microsoft-fiókot és a telefonszámot (ellenőrzésként) kell megadni. Ekkor a rendszer a már beállított telefonszámra (amelynek egyeznie kell az előbb megadottal) elküldi SMS-ben az egyszer használható kódot. Így bejelentkezni a felhasználónévvel és a kóddal is lehet ilyenkor.

### Hotmail Plus
| Szolgáltatás                 | Hotmail (ingyen)         | Hotmail Plus (fizetős)                    |
| ---------------------------- | ------------------------ | ----------------------------------------- |
| Eredeti kapacitás            | 5 GB                     | 10 GB                                     |
| Melléklet (maximum)          | 100 MB                   | 100 MB                                    |
| Automatikus fióktörlés       | 270 nap inaktivitás után | Soha (előfizetés lejárta után 270 nappal) |
| POP3 támogatás               | Teljes                   | Teljes                                    |
| IMAP támogatás               | Nem érhető el            | Nem érhető el                             |
| SMTP támogatás               | Részleges                | Részleges                                 |
| DeltaSync támogatás          | Teljes                   | Teljes                                    |
| Microsoft Exchange támogatás | Teljes                   | Teljes                                    |
| Reklámok                     | 2 db/lap                 | nincs                                     |

Jegyzetek
1. ↑  A tárhely folyamatosan nő- igények szerint.
2. ↑  SkyDrive-val együtt 25 GB/ 7 GB
3. ↑  IMAP támogatás az ingyenes Microsoft Outlook Hotmail Connector pack-kel és az IzyMail-lel érhető el

## E-mail-kliensek

### POP3
A POP3 hozzáférés rendelkezésre áll az összes Hotmail-fiók eléréséhez a Hotmail 3 (Wave 3) kiadása óta, ez mobil eszközökön is elérhető.

### WebDAV
A WebDAV-ot elsősorban az Outlook Express használta, minden felhasználó számára megszűnt 2009. szeptember 1-jén.

### DeltaSync
A Microsoft Outlook 2003, 2007 vagy 2010 felhasználók le tudnak tölteni egy szabad Microsoft Outlook Hotmail Connectort. Az Outlook connector segítségével a felhasználók szabadon hozzáférhetnek e-mail üzeneteikhez, névjegyeik és a naptárukhoz bármely Hotmail-fióktól. Az elvégzett műveletek szinkronizálva lesznek automatikusan. Outlook 2002-ben Hotmail-kezelés csak POP3-an keresztül érhető el. A felhasználók másik lehetősége a Windows Live Mail (korábban Windows Mail) használata asztali számítógépen, amely beépítetten támogatja a Hotmailt. Mindkét alkalmazás, a Windows Live Mail és a Microsoft Outlook elérheti a saját DeltaSync-protokollján keresztül a Hotmailt. Jelenleg nincs DeltaSync-t alkalmazó Mac alternatíva, mert a Microsoft Entourage nem támogatja. Egyelőre nincs hír se a Microsoft Entourage felől, se a Windows Live Hotmail felől, hogy egy "Entourage connector" elérhető lesz-e a jövőben.

### Exchange ActiveSync
A Hotmail 4 (Wave 4) kiadás részeként jelent meg a Microsoft Exchange ActiveSync támogatás, ami lehetővé teszi a felhasználóknak, hogy szinkronizálja az e-maileket, a névjegyzéket, a naptárt bármilyen eszközön, amely támogatja az Exchange ActiveSync protokollt.

### Telefonon
Az éréintőképernyős változat e-maillel, naptárral és névjegyzékkel és egyéb szolgáltatásokkal elérhető Androidra, iOS-re, Windows Phone 7-re, Symbian-ra és BlackBerry-re is, érintőképernyőre optimalizálva, a Microsoft fejlesztésében. Az igénybevehető szlogáltatások változóak.

## Spampolitika és szűrés
Mint az összes webmail szolgáltatás, a Hotmail címeit is használják a spamelők tiltott célokra, mint például a levélszemét, spam listás levél vagy nemkívánatos marketing levél küldésére. A Hotmail ez ellen kétirányúan lép fel. Microsoft kéretlen üzenetekre vonatkozó szabályzata kimondja, "hogy bármely Szolgáltatás esetében fennáll az illetéktelen és nem megfelelő használat lehetősége, jogában áll előzetes tájékoztatás nélkül olyan lépéseket tenni, amelyeket a saját belátása szerint szükségesnek ítél, beleértve a bizonyos internetes tartományról, levelezési kiszolgálóról vagy IP-címről érkező üzenetek tiltását." A felhasználók oldalán is van sokat tesz a spamszűrés érdekében. Itt a Microsoft SmartScreen technikát alkalmazva a Microsoft állítása szerint 90%-kal csökkentek a spam-ek száma.

## Története

### Hotmail indulása
A Hotmail szolgáltatást Sabeer Bhatia és Jack Smith alapította, az elsők közt volt az interneten a webmail szolgáltatások közt a Four11-nel és a RocketMail-lel (később Yahoo! Mail) együtt. A tesztverziók után, kereskedelmileg 1996. július 4-én indult, ami a Függetlenség napja az Egyesült államokban, ez szimbolizálta a "szabadság"-ot az ISP-alapú e-mailektől, és a szabadságot, hogy a felhasználó képes volt hozzáférni postafiókjához bárhonnan a világon. A "Hotmail" név a -mail és a HTML(a levelek HTML használata miatt) összevonásából született, így a szolgáltatás "HoTMaiL" néven indult. Az eredeti tárhelykorlát 2 MB volt. A Hotmailt kezdetben egy kockázatitőke-befektető cég, a Draper Fisher Jurvetson finanszírozta. 1997 decemberében bejelentette a szolgáltatás, hogy több 8,5 millió felhasználójuk van. A Hotmail kezdetben a Solaris levelező rendszere és az Apache FreeBSD webes szolgáltatások alatt futott, mielőtt a Microsoft termékekkörébe csatlakozott volna.

### MSN Hotmail
A Hotmail 1997 decemberében lett a Microsoft tulajdona 400 millió dollárért, és csatlakozott az MSN szolgáltatáscsoporthoz. A Hotmail népszerűsége gyorsan fokozódott, a piaci igényeknek megfelelően megjelentették a lokális szolgáltatásokat is (a hotmail.com mellett), így a világ legnagyobb webmail szolgáltatójává nőtte ki magát hamarosan, 1999 februárjában már több, mint 30 millió aktív tag volt. A Hotmail eredetileg a FreeBSD és a Solaris keverékén futott. Így projekt indult a Hotmail áthelyezésére Windows 2000-be. 2001 júniusában a Microsoft bejelentette, hogy ezt el is végezték; néhány nappal később ezeket visszavonta, és elismerte, hogy a Hotmail-rendszer DNS funkciói továbbra is FreeBSD függőek. 2002-ben a Hotmail továbbra is Unix-kiszolgálók infrastruktúráján futott, csupán az felület volt alakítva Windows 2000-re, és még a mai napig néhány kiszolgáló valószínűleg FreeBSD-ben fut. Később a Microsoft kifejlesztette az új azonosítási rendszerét, a Microsoft Passport-ot (ma Microsoft-fiók) és összekötötte az azonnali üzenetküldő szolgáltatásával és közösségi terével, az MSN Messenger-rel és az MSN Spaces-zel (ezek ma a Windows Live Messenger és a megszűnt Windows Live Spaces).

#### Biztonsági kérdések
1999-ben heckerek feltártak egy olyan biztonsági problémát, mely engedélyezte bárkinek bármely Hotmail-fiókhoz a belépést- az "eh" jelszóval. Abban az időben ezt a "the most widespread security incident in the history of the Web" ("a legelterjedtebb biztonsági incidens a web történetében")-nek nevezték.

2001-ben újabb hackertámadás történt, mert felfedezték, hogy bárki be tud lépni a Hotmail-fiókjába és törölni tudja onnan más fiók leveleit, úgy, hogy a másik Hotmail-felhasználónevével valamint egy érvényes üzenetszámmal készít érvényes internetcímet. Ez ugyan egy egyszerű támadás volt, viszont amíg a Hotmail-t javították, újságok tucatjai és webhelyek ezrei pontos leírása segítségével hackerek tízezrei töröltek leveleket. A biztonsági rés kihasználásával 2001. augusztus 7. és 2001. augusztus 31. között fiókok milliói voltak kitéve illetéktelen behatolásnak.

#### Verseny
2004-ben a Google bejelentette a saját levelező szolgáltatását, a Gmailt. A nagyobb tárhely, gyorsaság és a felület rugalmassága, azok a tényezők, amelyekben ezen új versenytárs ösztönzi az innovációra a webmail szolgáltatókat. Így az addigi nagyágyúk is – a Hotmail és a Yahoo! Mail – nagyobb hangsúlyt fektetnek a sebességre, a biztonságra és a funkciók fejlesztésére a verziók frissítésénél.

### Windows Live Hotmail
A Microsoft az új e-mail rendszert 2005. november 1-jén jelentette be, "Kahuna" kódnév alatt, a béta változatot néhány ezer tesztelő ellenőrizhettete. Más webmail rajongóknak, akik ki akarták próbálni a béta verziót, kérni kellett egy meghívót a tesztbe. Az új szolgáltatás az alapoktól épült fel, és mint ahogy hangsúlyozták, 3 fő jellemzője volt "gyorsabb, egyszerűbb és biztonságosabb". 2006-ban már több millió tesztelője volt.
A Microsoft már akkor is fokozatosan ki akarta vonni a jól ismert Hotmail nevet, bejelentették, hogy a szolgáltatás neve Windows Live Mail lesz, de a tesztelők összekeveredtek a névváltoztatás miatt, ezért a fejlesztők a Windows Live Hotmail névnél maradtak.
A béta időszak után hivatalosan Hollandiában jelent meg az új és meglévő felhasználóknak először 2006. november 9-én a kísérleti szolgáltatásként. A fejlesztés 2007 áprilisában fejeződött be, a Windows Live Hotmail rendszer 2007. május 7-étől fogadta hivatalosan az új regisztrációkat és a régi 260 millió MSN Hotmail tagot, mint hivatalos szolgáltatás.
A felületek közti választás még néhány hónapig fennállt a régi felhasználóknak, a végleges áttérés 2007 októberében történt meg.
A PC Magazine Editor's Choice Award díját Windows Live Hotmail-nek ítélték oda 2007 februárjában, 2007 márciusában, és 2011 februárjában.
2008-ban bejelentették a Windows Live Hotmail weboldalán, hogy a szolgáltatás frissítésénél külön figyelmet fordítanak a gyorsaság növelésére, a tárhely-kapacitásra, a jobb felhasználói élményre és a használhatóságra.
Bejelentették, hogy a bejelentkezés és e-mailt a fiók sebessége 70 százalékkal gyorsabb lesz. A klasszikus és teljes változatát a Windows Live Hotmail-nek kombinálták az új kiadásban. Felhasználói visszajelzések eredményeként a Hotmail úgy frissült, hogy a görgetés műveletet behozták azok számára, akik kikapcsolták az olvasóablakot. A frisstésben a lap tetején található hirdetés a lap oldalára került, további témákat kerültek, növelték az egy oldalon látható üzenetek számát és a későbbiekben egy azonnali üzenetküldőt is beépítettek a kezdőlapra a várakozásoknak megfelelően.
A frissített Windows Live Hotmail Firefox támogatása még néhány hónapig eltartott. 2008. november 4. óta már a Google Chrome is támogatja.
A frissítések részeként a Microsoft beépítette az azonnali üzenetküldő alkalmazását (IM), a Windows Live Messenger-t a webhelybe, így a leveleket nézve (és a Windows Live többi online szolgáltatását használva) böngészőből is lehet beszélgetni másokkal. A szolgáltatás projectje még "Windows Live Web Messenger" néven kezdődött 2007-ben, melynek célja az elavult "MSN Web Messenger" leváltása volt, mely 2004 augusztusában indult. Az eredeti „Windows Live Web Messenger" a több személlyel egyszerre történő beszélgetéseket a "beszélgetés munkaterület"-en végezte volna, de így nem lehetett volna a Hotmail-be beépíteni, ezért ez el lett távolítva.
2010. május 18-án bemutatta a Microsoft a Hotmail 4-et (Wave 4), amely olyan szolgáltatásokat biztosít már, mint az egy kattintásos szűrők, az aktív nézet, a takarítás funkciók, emellett 10 GB tárhelyet ad a fényképeknek és támogatja az Office-dokumentumokat is. Integrálta a Windows Live SkyDrive-ot és a Windows Live Office-t, és a Microsoft Office Web Apps programcsomag ingyenes változatát is tartalmazta. Az új verzióra a Hotmail-felhasználóknak 2010. június 15-étől lehetett átváltani Az Exchange ActiveSync támogatás 2010. augusztus 3-ától volt elérhető az összes Hotmail felhasználónak, mely lehetővé tette a levelek, a névjegyzék, a naptár és a feladatok szinkronizálását telefonra a protokoll segítségével. A teljes munkamenet SSL titkosítása 2010. november 9-én lett átadva.
2011 folyamán a Microsoft számos új szolgáltatással bővítette a Hotmailt, például az aliasokkal és további gyorsításokkal. 2011 októberében a Microsoft bemutatta az "újra feltalált Hotmailt", mely sok új szolgáltatást tartalmazott:az azonnali műveletek, ütemezett takarítás, és kategóriák, ezek a frissítések 2011. november 9-én érkeztek meg. Ez a frissítés tette alapértelmezetté az SSL-t az összes fiókhoz.

### Outlook.com
2012. július 31-én bejelentette a Microsoft az Outlook.com próbaverzióját, melynek feladata a Hotmail leváltása lesz.
2013 májusában végleg bezárt a Hotmail.